# السماعنة
قرية السماعنة هي إحدى القرى التابعة لمركز فاقوس في محافظة الشرقية في جمهورية مصر العربية. حسب إحصاءات سنة 2006، بلغ إجمالي السكان في السماعنة 21672 نسمة، منهم 10822 رجل و10850 امرأة.